# Military Bowl 2017
Match précédent Match suivant
Le Military Bowl 2017 est un match de football américain de niveau universitaire joué après la saison régulière de 2017, le 28 décembre 2017 au Navy-Marine Corps Memorial Stadium d'Annapolis dans l'état du Maryland aux États-Unis.
Il s'agit de la 10e édition du Military Bowl.
Le match met en présence les équipes des Cavaliers de la Virginie issus de l'Atlantic Coast Conference et des Midshipmen de la Navy issus de l'American Athletic Conference.
Il débute à 13 h 30 locales et est retransmis en télévision sur ESPN.
Sponsorisé par la société Northrop Grumman, le match est officiellement dénommé le Military Bowl presented by Northrop Grumman 2017.
Midshipmen de la Navy gagne le match sur le score de 49 à 7.

## Présentation du match
| Équipes                       | Conférences | Entraîneurs            | Stats. saison rég. | Classements avant le bowl CFP-AP-Coaches |
| ----------------------------- | ----------- | ---------------------- | ------------------ | ---------------------------------------- |
| Cavaliers de la Virginie      | ACC         | Bronco Mendenhall (en) | 6 - 6              | NC                                       |
| Midshipmen de la Navy         | AAC         | Ken Niumatalolo (en)   | 6 - 6              | NC                                       |
| Arbitre : Dan Romeo (Big XII) |             |                        |                    |                                          |

Il s'agit de la 40e rencontre entre ces deux équipes, la Navy en ayant remporté 29 et Virginie 11.

### Cavaliers de la Virginie
Avec un bilan global en saison régulière de 6 victoires et 6 défaites, Virginia est éligible et accepte l'invitation pour participer au Military Bowl de 2017.
Ils terminent 6e de la Coastal Division de l'Atlantic Coast Conference derrière no 13 Miami, no 24 Virginia Tech, Georgia Tech, Duke et Pittsburgh, avec un bilan en division de 3 victoires et 5 défaites.
À l'issue de la saison 2017, ils n'apparaissent pas dans les classements CFP, AP et Coaches.
Il s'agit de leur toute 1re apparition au Military Bowl.

### Midshipmen de la Navy
Avec un bilan global en saison régulière de 6 victoires et 6 défaites, Navy est éligible et accepte l'invitation pour participer au Military Bowl de 2017.
Ils terminent 4e de la West Division de l'American Athletic Conference derrière no 19 Memphis, Houston et SMU, avec un bilan en division de 4 victoires et 4 défaites.
À l'issue de la saison 2017, ils n'apparaissent pas dans les classements CFP, AP et Coaches.
Il s'agit de leur 3e participation au Military Bowl :
- Défaite 19 à 29 le 20 décembre 2008 contre Wake Forest
- Victoire 44 à 28 le décembre 2015 contre Pittsburgh

## Résumé du match
Début du match à 13 h 33, fin à 16 h 51 pour une durée totale de jeu de 03 h 19 min.
Températures de −4 °C, vent de Nord moyenne de 19 km/h, ensoleillé.
| QT          | Temps       | Drive       | Drive       | Drive       | Équipe      | Description de l'action                                                                            | Score | Score |
| QT          | Temps       | Jeux        | Yards       | TDP         | Équipe      | Description de l'action                                                                            | VIR   | NAV   |
| ----------- | ----------- | ----------- | ----------- | ----------- | ----------- | -------------------------------------------------------------------------------------------------- | ----- | ----- |
| 1           | 14:48       | 0           | 0           | 00:12       | VIR         | TD à la suite d'une course de 98 yards par WR Joe Reed + 1 extra-point par K A.J. Mejia            | 7     | 0     |
| 1           | 08:43       | 12          | 68          | 06:05       | NAV         | TD à la suite d'une course de 1 yard par QB Zach Abey + 1 extra-point par K Bennett Moehring       | 7     | 7     |
| 1           | 04:18       | 6           | 55          | 02:52       | NAV         | TD à la suite d'une course de 22 yards par QB Malcolm Perry + 1 extra-point par K Bennett Moehring | 7     | 14    |
| 2           | 03:12       | 7           | 70          | 03:53       | NAV         | TD à la suite d'une course de 19 yards par QB Malcolm Perry + 1 extra-point par K Bennett Moehring | 7     | 21    |
| 2           | 01:39       | 4           | 36          | 01:15       | NAV         | TD à la suite d'une course de 1 yard par QB Zach Abey + 1 extra-point par K Bennett Moehring       | 7     | 28    |
| 3           | 09:46       | 3           | 11          | 01:17       | NAV         | TD à la suite d'une course de 5 yards par QB Zach Abey + 1 extra-point par K Bennett Moehring      | 7     | 35    |
| 3           | 01:57       | 8           | 80          | 03:54       | NAV         | TD à la suite d'une course de 20 yards par QB Zach Abey + 1 extra-point par K Bennett Moehring     | 7     | 42    |
| 4           | 11:11       | 9           | 23          | 04:11       | NAV         | TD à la suite d'une course de 1 yard par QB Zach Abey + 1 extra-point par K Bennett Moehring       | 7     | 49    |
| Score final | Score final | Score final | Score final | Score final | Score final | Score final                                                                                        | 7     | 49    |

## Statistiques
| Meilleur joueur (MVP) |        |       |
| Nom                   | Équipe | Poste |
| Zach Abey             | Navy   | QB    |

| Statistiques par équipe                |                                                      |                                                       |
| Statistiques                           | VIR                                                  | NAV                                                   |
| 1er down                               | 11                                                   | 24                                                    |
| 1er down à la course                   | 4                                                    | 23                                                    |
| 1er down à la passe                    | 7                                                    | 0                                                     |
| 1er down suite pénalité                | 0                                                    | 1                                                     |
| Conversion de 3e down                  | 4/13                                                 | 9/16                                                  |
| Conversion de 4e down                  | 1/3                                                  | 3/3                                                   |
| Jeux–yards                             | 54 jeux pour 175 yards                               | 77 jeux pour 452 yards                                |
| Yards à la course                      | 18 courses pour 30 yards moyenne de 3,2 yards/course | 76 courses pour 452 yards moyenne de 5,9 yards/course |
| Yards à la passe                       | 145                                                  | 0                                                     |
| Passes : Réussies-Tentées-Interceptées | 16/36 passes complétées, 1 interception              | 0/1 passes complétées, 0 interception                 |
| Réussite en zone rouge/chances         | 0/0                                                  | 6/7                                                   |
| TD                                     | 1                                                    | 7                                                     |
| Field Goals                            | 0/1                                                  | 0/1                                                   |
| Sacks (Nombre-Yards)                   | 1 pour 11 yards adverses perdus                      | 1 pour 6 yards adverses perdus                        |
| Fumbles (Nombre/Perdus)                | 3/2                                                  | 0/0                                                   |
| Pénalités (Nombre/Yards perdus)        | 4 pour 40 yards perdus                               | 3 pour 25 yards perdus                                |
| Temps de possession                    | 18:00                                                | 42:00                                                 |

| Statistiques individuelles |                   |                                                                         |
| Quaterbacks                |                   |                                                                         |
| VIR                        | Kurt Benkert      | 16/36 passes complétées, 145 yards, 1 interception, 0 TD, sack subi     |
| NAV                        | Zach Abey         | 0/1 passe complétée, 0 yard, 0 interception, 0 TD, 0 sack subi          |
| Meilleurs coureurs         |                   |                                                                         |
| VIR                        | Jordan Ellis      | 11 courses pour 37 yards nets gagnés, 0 TD, moyenne de x yards/course   |
| NAV                        | Malcolm Perry     | 16 courses pour 144 yards nets gagnés, 2 TDs, moyenne de x yards/course |
| Meilleurs receveurs        |                   |                                                                         |
| VIR                        | Olamdie Zaccheaus | 5 réceptions pour 62 yards gagnés, 0 TD                                 |
| NAV                        | -                 | -                                                                       |
| Meilleurs tacleurs         |                   |                                                                         |
| VIR                        | Quin Blanding     | 16 tacles dont 8 en solo                                                |
| NAV                        | Tyris Wooten      | 5 tacles dont 3 en solo                                                 |